# مسجد فخر الدين زنكي

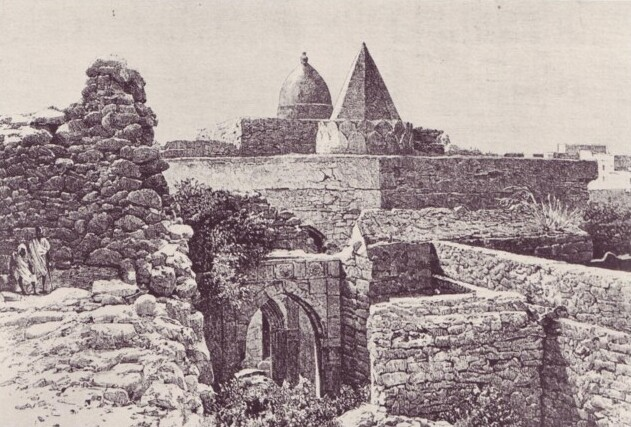
المسجد عام 1882

مسجد فخر الدين زنكي هو أقدم مسجد في مقديشو ، الصومال. ويقع في حي حمروين والتي تعد أقدم جزء من المدينة ، وقد بنى المسجد في عام 1269 السلطان الأول لسلطنة مقديشو، فخر الدين زنكي، بالرخام الهندي .